# Messia-sur-Sorne
Messia-sur-Sorne ist eine französische Gemeinde im Département Jura in der Region Bourgogne-Franche-Comté. Sie gehört zum Arrondissement Lons-le-Saunier und zum Kanton Lons-le-Saunier-2. Die Einwohner nennen sich Messornaise oder Messornais. 
Das Gemeindegebiet wird vom Flüsschen Sorne durchquert. Die Nachbargemeinden sind Montmorot im Nordosten, Courbouzon im Südosten, Gevingey im Südwesten, Chilly-le-Vignoble im Westen und Courlans im Nordwesten.

## Bevölkerungsentwicklung
| Jahr                       | 1962 | 1968 | 1975 | 1982 | 1990 | 1999 | 2006 | 2007 | 2017 |
| -------------------------- | ---- | ---- | ---- | ---- | ---- | ---- | ---- | ---- | ---- |
| Einwohner                  | 692  | 869  | 755  | 744  | 739  | 804  | 836  | 839  | 842  |
| Quellen: Cassini und INSEE |      |      |      |      |      |      |      |      |      |

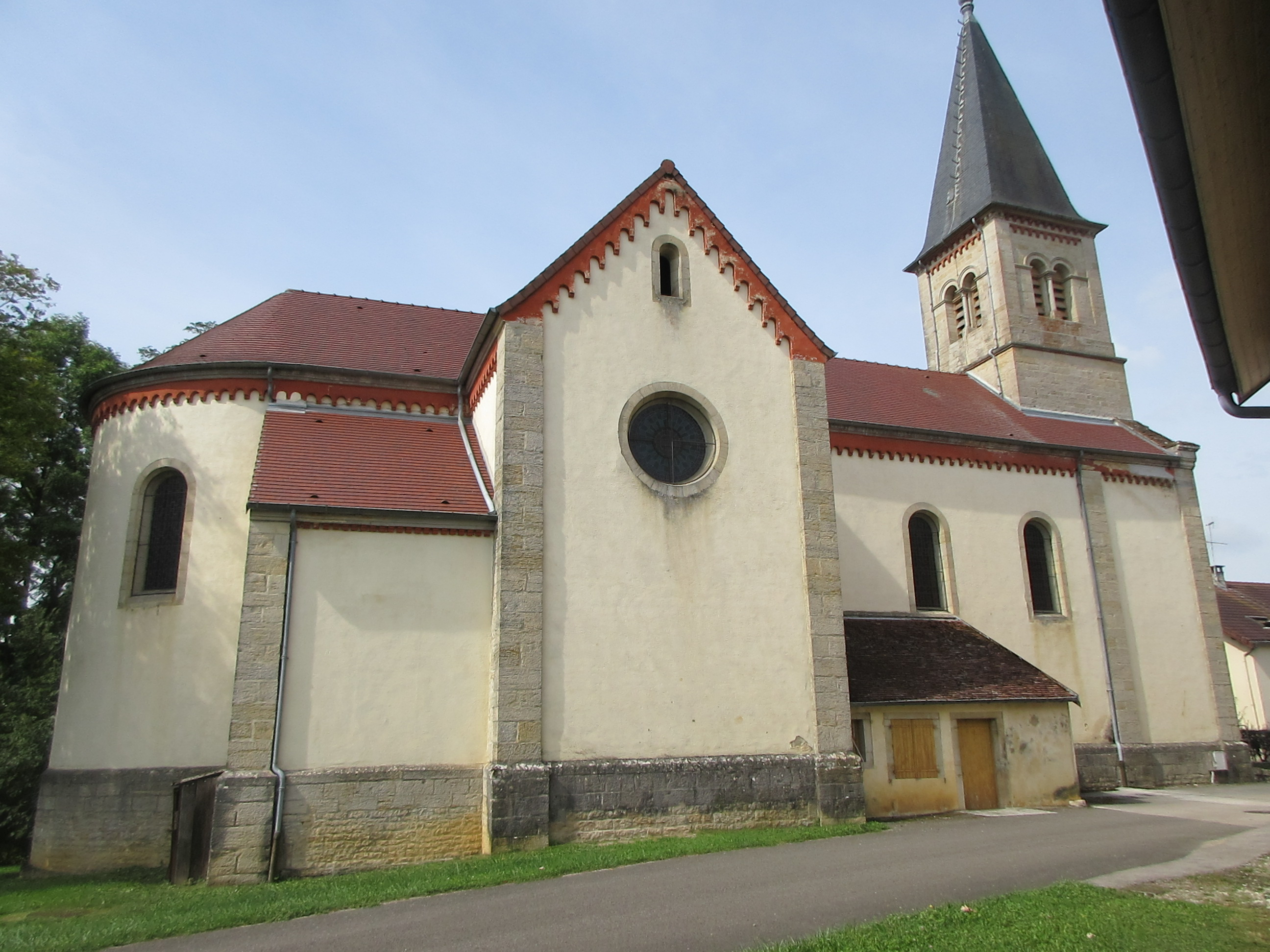
Kirche Saint-Désiré